# 猪股隆一
猪股 隆一（いのまた りゅういち、1964年9月14日 - ）は、日本の映画監督、演出家。

## 来歴
1987年に日本テレビに入社し、テレビドラマの演出を多く手掛ける。2007年に映画監督デビュー。
代表作には『マリと子犬の物語』、『書道ガールズ!!わたしたちの甲子園』などがある。

## 主な作品

### 映画作品
- マリと子犬の物語（2007年）
- 書道ガールズ!! わたしたちの甲子園（2010年）
- LAST COP THE MOVIE（2017年）

### テレビドラマ
- 夜に抱かれて（1994年）
- 星の金貨（1995年）
- ザ・シェフ（1995年）チーフディレクター
- 透明人間（1996年）
- 聖龍伝説（1996年）
- FiVE（1997年）チーフディレクター
- 恋の片道切符（1997年）
- お熱いのがお好き?（1998年）
- 熱血恋愛道（1999年）
- っポイ!（1999年）
- 新・俺たちの旅 Ver.1999（1999年）
- サイコメトラーEIJI 第2シリーズ（1999年）チーフディレクター
- バーチャルガール（2000年）
- SPACE ANGEL 2001円宇宙の旅（2000年）
- 伝説の教師（2000年）
- 新宿暴走救急隊（2000年）チーフディレクター
- FACE〜見知らぬ恋人〜（2001年）チーフディレクター
- 歓迎!ダンジキ御一行様（2001年）チーフディレクター
- ゴールデンボウル（2002年）チーフディレクター
- リモート（2002年）
- 天国のダイスケへ〜箱根駅伝が結んだ絆〜（2003年）
- 新・夜逃げ屋本舗（2003年）
- 幸福の王子（2003年）チーフディレクター
- あした天気になあれ。（2003年）
- 彼女が死んじゃった。（2004年）
- 愛情イッポン!（2004年）チーフディレクター
- 瑠璃の島（2005年）チーフディレクター
- 小さな運転士 最後の夢（2005年）
- あいのうた（2005年）
- プリマダム（2006年）
- ひめゆり隊と同じ戦火を生きた少女の記録 最後のナイチンゲール（2006年）
- 探偵学園Q（2007年）
- 貧乏男子 ボンビーメン（2008年）
- 学校じゃ教えられない!（2008年）チーフディレクター
- キイナ〜不可能犯罪捜査官〜（2009年）チーフディレクター
- にぃにのことを忘れないで（2009年）
- サムライ・ハイスクール（2009年）
- 美丘-君がいた日々-（2010年）チーフディレクター
- 高校生レストラン（2011年）
- 家政婦のミタ（2011年）チーフディレクター
- クレオパトラな女たち（2012年）
- 悪夢ちゃん（2012年）
- 雲の階段（2013年）チーフディレクター
- 明日、ママがいない（2014年）チーフディレクター
- ○○妻（2015年）チーフディレクター
- デスノート（2015年）チーフディレクター
- 怪盗 山猫（2016年）チーフディレクター
- 家売るオンナ（2016年）チーフディレクター
- THE LAST COP/ラストコップ（2016年）チーフディレクター
- ボク、運命の人です。（2017年）
- 奥様は、取り扱い注意（2017年）チーフディレクター
- 崖っぷちホテル!（2018年）チーフディレクター
- 家売るオンナの逆襲（2019年）チーフディレクター
- 絆のペダル（2019年）
- ニッポンノワール-刑事Yの反乱-（2019年）チーフディレクター
- 私たちはどうかしている（2020年）
- 35歳の少女（2020年）チーフディレクター
- コントが始まる（2021年）チーフディレクター
- ムチャブリ! わたしが社長になるなんて（2022年）チーフディレクター
- 金田一少年の事件簿（2022年）
- リバーサルオーケストラ（2023年）チーフディレクター
- Dr.チョコレート（2023年）
- セクシー田中さん（2023年）チーフディレクター
- 厨房のありす（2024年）
- 若草物語-恋する姉妹と恋せぬ私-（2024年）チーフディレクター
- ダメマネ! -ダメなタレント、マネジメントします-（2025年）